# Tore E:son Lindhberg

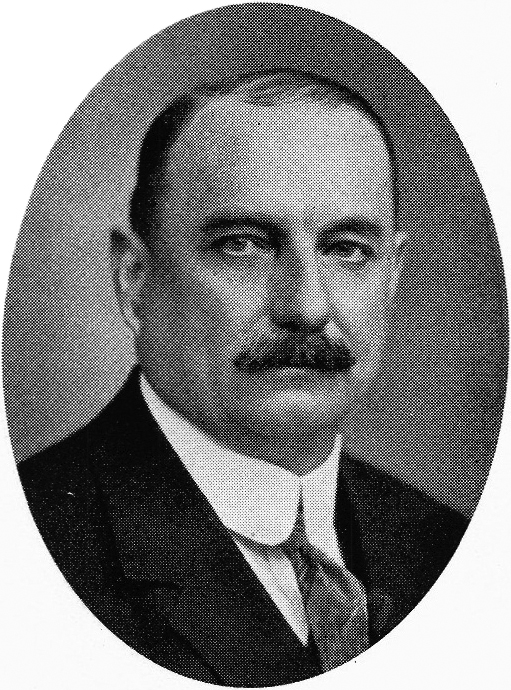
T.E. Lindhberg

Tore Valdemar E:son Lindhberg (ursprungligen stavat Lindberg), född 20 juni 1877 i Eskesta, Tierps socken, död 17 mars 1950, var en svensk arkitekt.

## Biografi

Ritningssignatur 1931

Lindhberg var son till kronolänsmannen Erik Lindberg. Faderns dog tidigt och han växte därefter upp med sin mor Anna. Han avlade studentexamen i Uppsala år 1898 och studerade mellan 1900 och 1904 till arkitekt vid Kungliga Tekniska Högskolan i Stockholm. Efter examen arbetade han 1905–1906 som vikarierande adjunkt i byggnadslära och ritning vid Ultuna lantbruksinstitut, och flyttade då till Uppsala. Under tiden på Ultuna arbetade han vid Klemmings arkitektkontor. Han innehade därefter olika anställningar i Uppsala och Stockholm, innan han 1912 flyttade till Nyköping. Tiden i Nyköping blev dock kort, och redan årsskiftet 1913/1914 flyttade han till Södertälje, där han sedan var verksam fram till sin död 1950.
Under den tiden satte han sin prägel på stadsmiljön med en mängd olika byggnader, både institutionsbyggnader och privatvillor. Bland hans arbeten märks Svenska Handelsbanken, Saltsjövägen 1/Järnagatan 7 i Södertälje (1922), Apoteket, Stora Gatan 59 i Sigtuna (1928) och Södertälje Bryggeri, Storgatan/Kvarnbergagatan/Kronstrandsgatan i Södertälje (1902-1939), en fabriksbyggnad vid läkemedelsbolaget Astra, samt medicinkliniken vid Södertälje sjukhus.
Han ritade även slottet Ängsholm (färdigt 1916) i en tung tegelarkitektur, populärt kallat ”den sista Wasaborgen”, åt direktör Philip Wersén vid AB Södertelge Verkstäder. Lindhberg anpassade sig efter tiden och ritade byggnader i såväl nationalromantisk, klassicistisk som funktionalistisk stil. Borgmästarvillan för Södertäljes borgmästare Jakob Pettersson omgestaltade Lindhberg 1922 en villa med italieninspirerade detaljer.
Den egna bostaden hade Lindhberg i fastigheten Skytten 1, Saltsjögatan 11 i Södertälje som han köpte 1917. Han lät bygga om huset i klassicistisk stil och byggde även längan ”Ornässtugan” i nationalromantisk stil 1920. Lindhberg hade bostad och kontor först i gathuset och senare i längan.

## Bilder

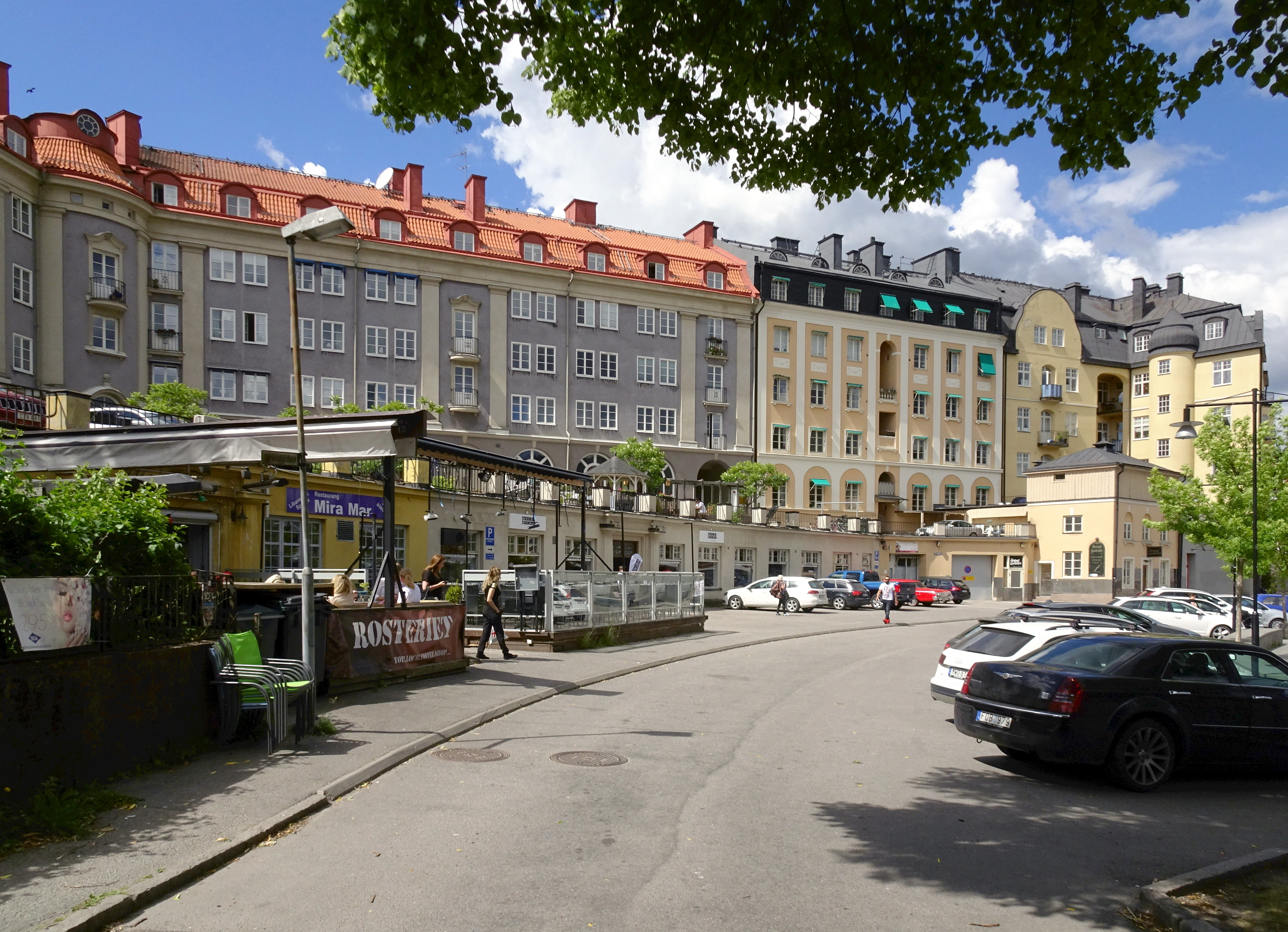
Strandgatan i Södertälje, i mitten syns fastigheterna Väduren 10 och 2, ritade av Lindhberg 1922
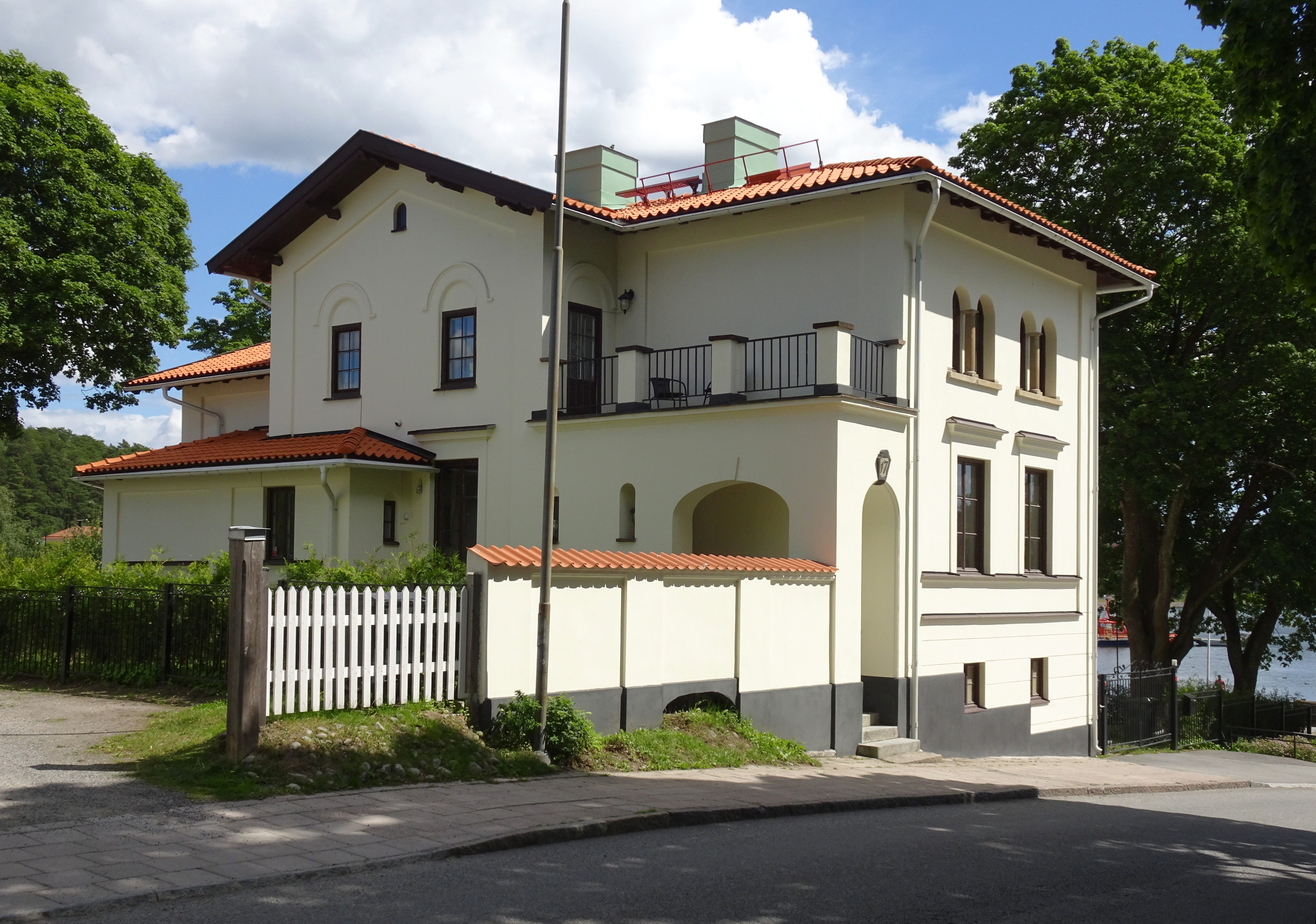
Borgmästarvillan för Södertäljes borgmästare Jakob Pettersson, 1922
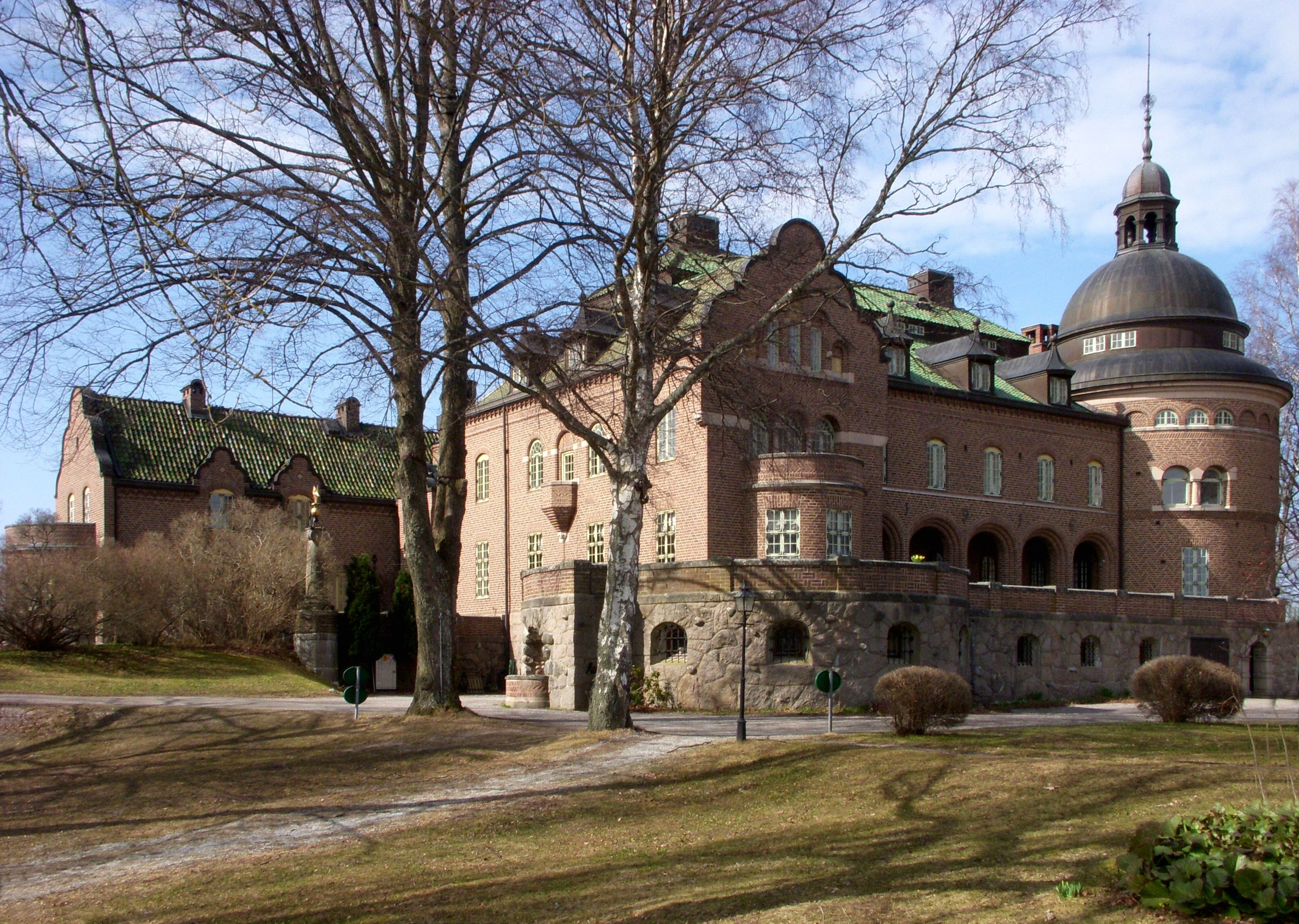
Slottet Ängsholm, april 2011.
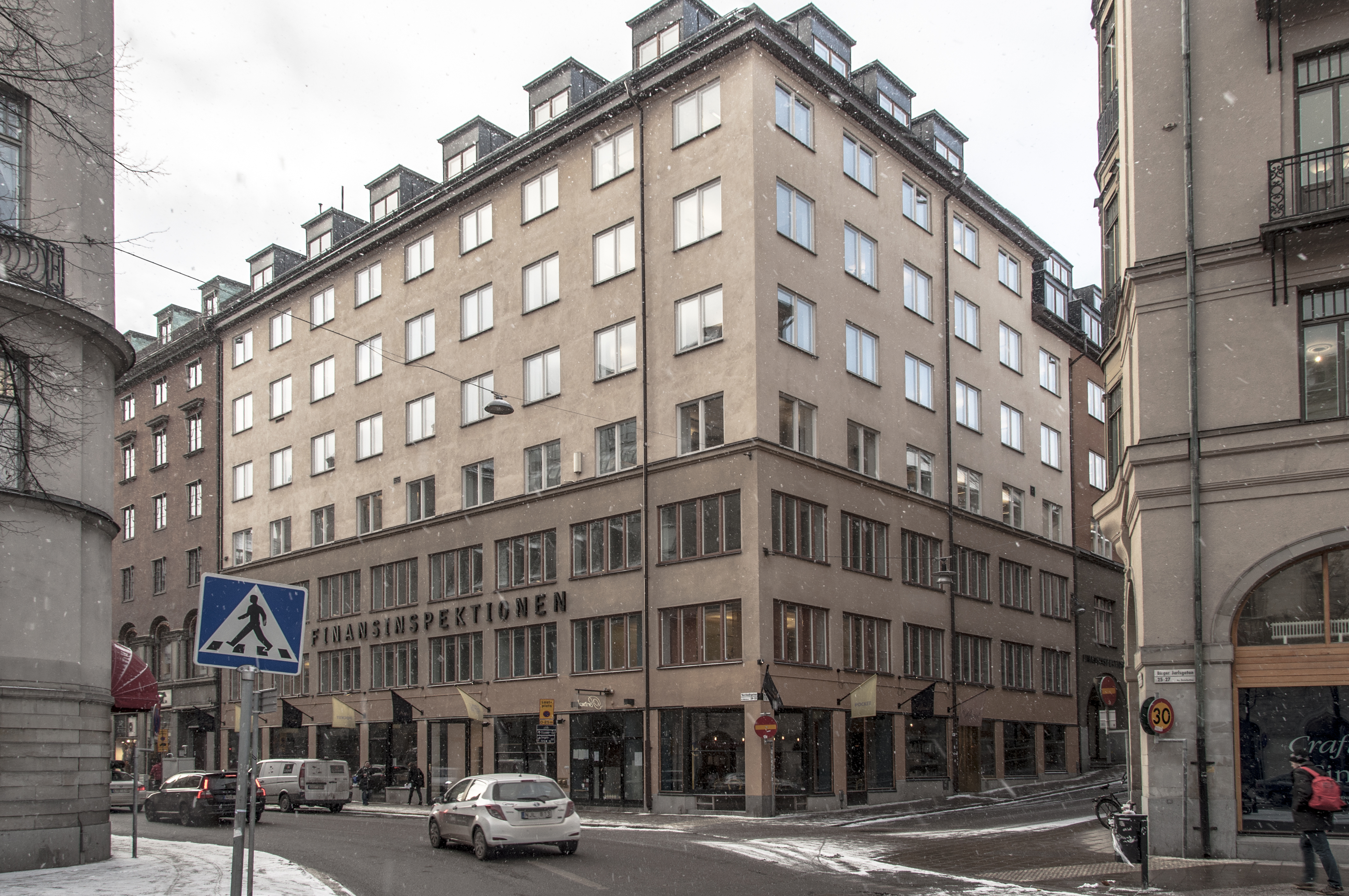
kv.Kåkenhusen 38, Stockholm
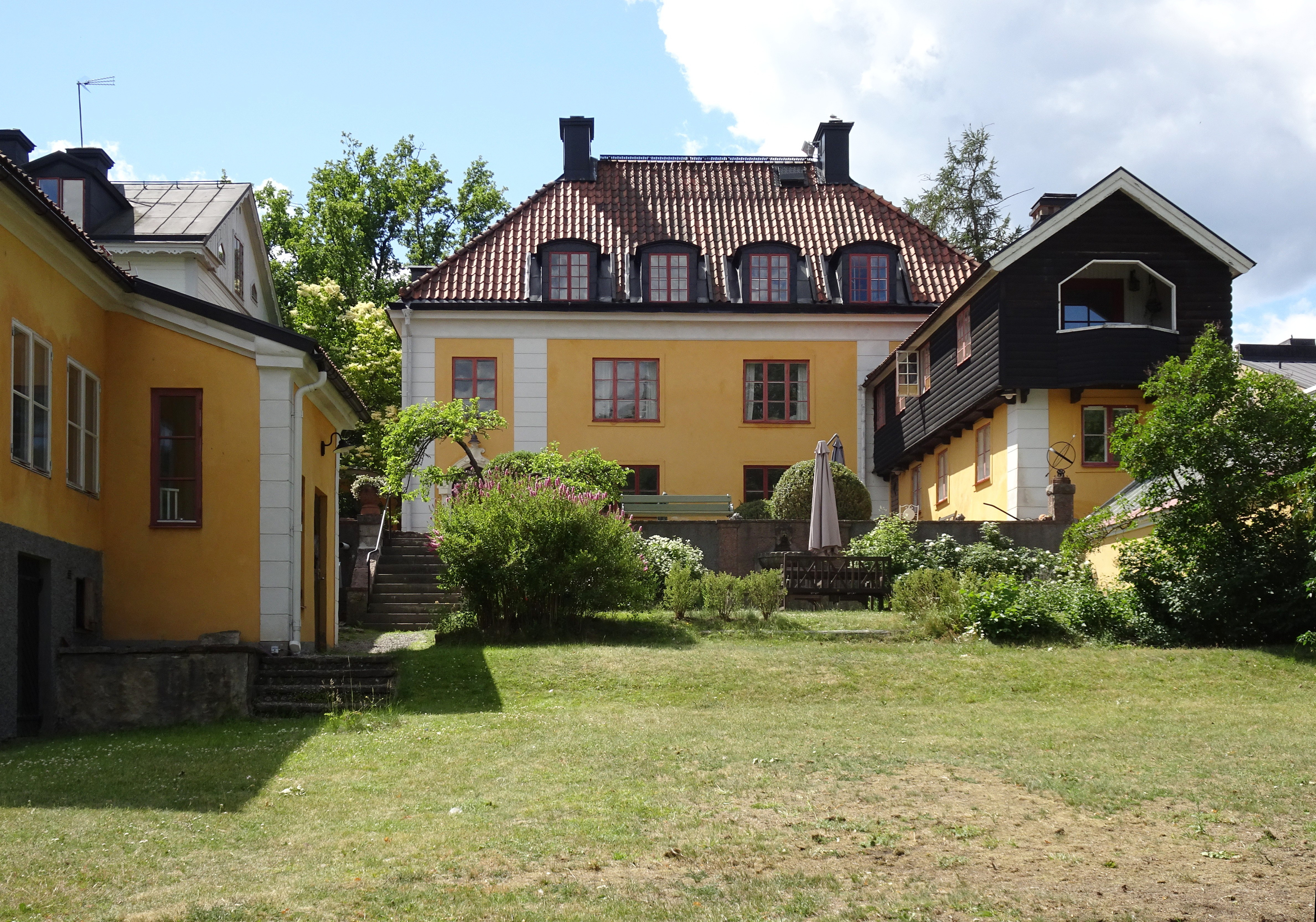
Den egna bostaden Skytten 1, Saltsjögatan 11 i Södertälje.